# Гидроксид рубидия
Гидроксид рубидия (RbOH) — соединение, состоящее из одного иона рубидия и гидроксильной группы. Вещество является одним из наиболее сильных оснований (сильнее его только гидроксид цезия и гидроксид франция). Имеет два кристаллогидрата RbOН·2Н2О и RbOН·Н2О. Химические свойства гидроксида рубидия совпадают с химическими свойствами всех гидроксидов щелочных металлов.

## Синтез
Гидроксид рубидия обычно получают реакцией оксида рубидия с водой:
{\displaystyle {\mathsf {Rb_{2}O+H_{2}O{\xrightarrow {\ }}2RbOH}}}
Или взаимодействием чистого рубидия с водой (реакция протекает со взрывом из-за самовоспламенения рубидия, а потом водорода):
{\displaystyle {\mathsf {2Rb+2H_{2}O{\xrightarrow {\ }}2RbOH+H_{2}}}}
Или взаимодействием гидроксида бария с сульфатом или карбонатом рубидия:
{\displaystyle {\mathsf {Rb_{2}SO_{4}+Ba(OH)_{2}{\xrightarrow {\ }}2RbOH+BaSO_{4}\downarrow }}}

## Физические свойства
Представляет собой белое твёрдое вещество. Термически устойчив, плавится без разложения, при сильном нагревании обладает летучестью. В воде хорошо растворяется с выделением большого количества теплоты.

## Использование
Гидроксид рубидия применяется редко ввиду высокой химической активности и дороговизны. Общие химические свойства гидроксида рубидия подобны химическим свойствам гидроксида калия и гидроксида натрия. В небольших количествах гидроксид рубидия используется в научных исследованиях.
Гидроксид рубидия — очень едкое вещество. При попадании на кожу раствор гидроксида рубидия вызывает колликвационные (мокрые) ожоги. В лаборатории при работе с гидроксидом рубидия применяют защитную одежду, перчатки и надевают маску из материалов, устойчивых к воздействию этого вещества. Защита глаз при выполнении работы с этим веществом, как и с любыми другими щелочами, обязательна.